# Stephan Alexander Segesser von Brunegg
Stephan Alexander Segesser von Brunegg (Roma, 2 febbraio 1570 – Roma, 16 agosto 1629) è stato un ufficiale svizzero, comandante della Guardia Svizzera.

## Biografia
Staphan Alexander Segesser von Brunegg era figlio del capitano delle guardie svizzere Jost Segesser von Brunegg e fu il primo capitano della guardia a nascere a Roma, pur venendo ammesso poi nel corpo di guardia in quanto di totale discendenza svizzera. Sua madre era Anna Seematter.
Nel 1594 sposò Katharina von Sonnenberg, figlia di Christof von Sonnenberg di Lucerna, e l'anno precedente era divenuto membro del Gran Consiglio cittadino lucernese. Nel 1592, dopo la morte del padre, era divenuto inoltre colonnello comandante della guardia svizzera pontificia, rimanendo in carica sino alla propria morte nel 1629.